# Sundasångare
Sundasångare (Phylloscopus grammiceps) är en fågel i familjen lövsångare inom ordningen tättingar. Den förekommer i Indonesien på öarna Sumatra, Java och Bali.

## Utseende och läten
Sundasångaren är en ovanligt färgglad lövsångare med orangefärgat huvud, vit ögonring, gröna vingar med vita vingband och grå rygg. Den liknar gulbröstad sångare, men undersidan är vit istället för gul. Sången består av en serie genomträngande ljusa visslingar. Bland lätena hörs torra ”tchit” och ett torrt nedåtböjd skallrande ljud.

## Utbredning och systematik
Sundasångaren förekommer i Indonesien. Den delas in i två underarter med följande utbredning:
- Phylloscopus g. sumatrensis – förekommer i bergen på Sumatra
- Phylloscopus g. grammiceps – förekommer i bergen på Java och Bali

Sedan 2016 urskiljer Birdlife International och naturvårdsunionen IUCN sumatrensis som den egna arten "sumatrasångare". 

### Släktestillhörighet
Sundasångaren sångare placeras traditionellt i släktet Seicercus. DNA-studier visar dock att arterna i släktet inte är varandras närmaste släktingar, där vissa arter istället står närmare arter i Phylloscopus. Olika auktoriteter hanterar detta på olika vis. De flesta expanderar numera Phylloscopus till att omfatta hela familjen lövsångare, vilket är den hållning som följs här. Andra flyttar ett antal Phylloscopus-arter till ett expanderat Seicercus.

## Levnadssätt
Sundasångaren hittas i bergsskogar. Där rör den sig aktivt i trädens nedre skikt, ofta i artblandande kringvandrande flockar.

## Status
IUCN bedömer hotstatus för båda underarterna, eller arterna, var för sig, båda som livskraftiga.